# Осојане
Осојане (алб. Osojan) је насељено место у Србији, у општини Исток. Административно припада Косову и Метохији, односно Пећком управном округу. Према попису из 2011. године било је 65 становника.

## Географија
Село лежи у истоименој долини на надморској висини од 531 метра. То је старо српско село 17 километара удаљено од Истока. Недалеко од села се налази насеље Опрашке.

## Историја
Село се помиње се у Светостефанској хрисовуљи краља Милутина издатој манастиру Бањској 1314–1316. године. У селу је постојала Ивања црква још пре 1314, у повељи уписана као гранично место. У турском попису из 1485. године уписан је манастир са црквом Св. Ивана (Јована). У српском народу се празник св. Јована Летњег одувек зове Ивањдан. Сматра се да је црква или манастир била на брегу, у старом српском гробљу, међу старим надгробним крстачама и столетним дубовима. Друга црква је названа Никољача и налазила се у ливади на брегу. Трећа је била на месту које се звало Звечан. У турском попису из XVI века уписан је манастир Св. Николе код села. У бечком Државном архиву сачувана је жалба игумана Пећке патријаршије, на немачком језику о злочинима Арбанаса у Метохији 1877. године. Међу убијеним Србима наведено је и име Вукадина Стевина из Осојана. Хаџи Серафим Ристић, архимандрит Дечана, у свом познатом Плачу Старе Србије набраја поименице, како оштећене Србе, тако и имена зликоваца и села из којих потичу. "Кнезу осојанском отеше 300 оваца, и тако редом сељацима Осојана: отеше новац, говеда, коње, волове, сено колима отераше, хаљине у кући ватром нагореше, цркву у прах и пепео претворише, часну трпезу у димњаке и друга недостојна места узидаше". Село су Албанци лета 1999. године, после бомбардовања Србије од стране НАТО–а, попалили, опљачкали, сеоску цркву поновљеним минирањем до темеља разорили, а све сељаке протерали преко Мокре горе у Ибарски Колашин и Србију. Пре рата на Космету, крајем 90-их у овој месној заједници (Осојане и суседни засеоци) живело је 2.450 Срба. За време рата село је било спаљено и напуштено, а већ 2001. мештани су почели да се враћају. Осојане су један од ретких примера успешног повратка Срба у Метохију. Данас је број становника села око 350. У насељу Опрашке такође има Срба повратника.

## Становништво
Према попису из 1981. године место је било већински насељено Србима.
| Етнички састав према попису из 1981.‍ | Етнички састав према попису из 1981.‍ | Етнички састав према попису из 1981.‍ | Етнички састав према попису из 1981.‍ | Етнички састав према попису из 1981.‍ |
| ------------------------------------ | ------------------------------------ | ------------------------------------ | ------------------------------------ | ------------------------------------ |
|                                      |                                      |                                      |                                      |                                      |
| Срби                                 | Срби                                 |                                      | 603                                  | 95,9%                                |
| Црногорци                            | Црногорци                            |                                      | 23                                   | 3,7%                                 |
| Укупно: 629                          |                                      |                                      |                                      |                                      |

| Етнички састав према попису из 2011.‍ | Етнички састав према попису из 2011.‍ | Етнички састав према попису из 2011.‍ | Етнички састав према попису из 2011.‍ | Етнички састав према попису из 2011.‍ |
| ------------------------------------ | ------------------------------------ | ------------------------------------ | ------------------------------------ | ------------------------------------ |
|                                      |                                      |                                      |                                      |                                      |
| Срби                                 | Срби                                 |                                      | 61                                   | 93,8%                                |
| Бошњаци                              | Бошњаци                              |                                      | 1                                    | 1,5%                                 |
| остали                               | остали                               |                                      | 2                                    | 3,1%                                 |
| Укупно: 65                           |                                      |                                      |                                      |                                      |

Број становника на пописима:
|             | \| Демографија[8] \| Демографија[8] \| Демографија[8] \| \| Година \| Становника \| Становника \| \| -------------- \| -------------- \| -------------- \| \| 1948. \| 498 \| \| \| 1953. \| 562 \| \| \| 1961. \| 675 \| \| \| 1971. \| 707 \| \| \| 1981. \| 629 \| \| \| 1991. \| 462 \| \| |            |
| Демографија | |            |
| Година      | Становника | Становника |
| 1948.       | 498 |            |
| 1953.       | 562 |            |
| 1961.       | 675 |            |
| 1971.       | 707 |            |
| 1981.       | 629 |            |
| 1991.       | 462 |            |

## Привреда
Становништво се бави првенствено пољопривредом, док се великим шумским површинама не усуђују да приђу из страха за своју безбедност. Од манастира Дечани становници добијају велику помоћ у свим сферама живота.

## Култура
У Осојану се налази парохијски храм Светог Арханђела Гаврила, који је после доласка међународних снага спаљен, као и готово сва домаћинства у Осојану. Донацијом из Грчке, је обновљен и освештан у марту 2010. године.

## Образовање
У селу се налази и основна школа „Радош Тошић“ са око 80 ученика. Због све већег броја деце у селу, град Београд је финансирао изградњу обданишта.